# Archilema subumbrata
Archilema subumbrata là một loài bướm đêm thuộc phân họ Arctiinae, họ Erebidae.